# 아자우섬

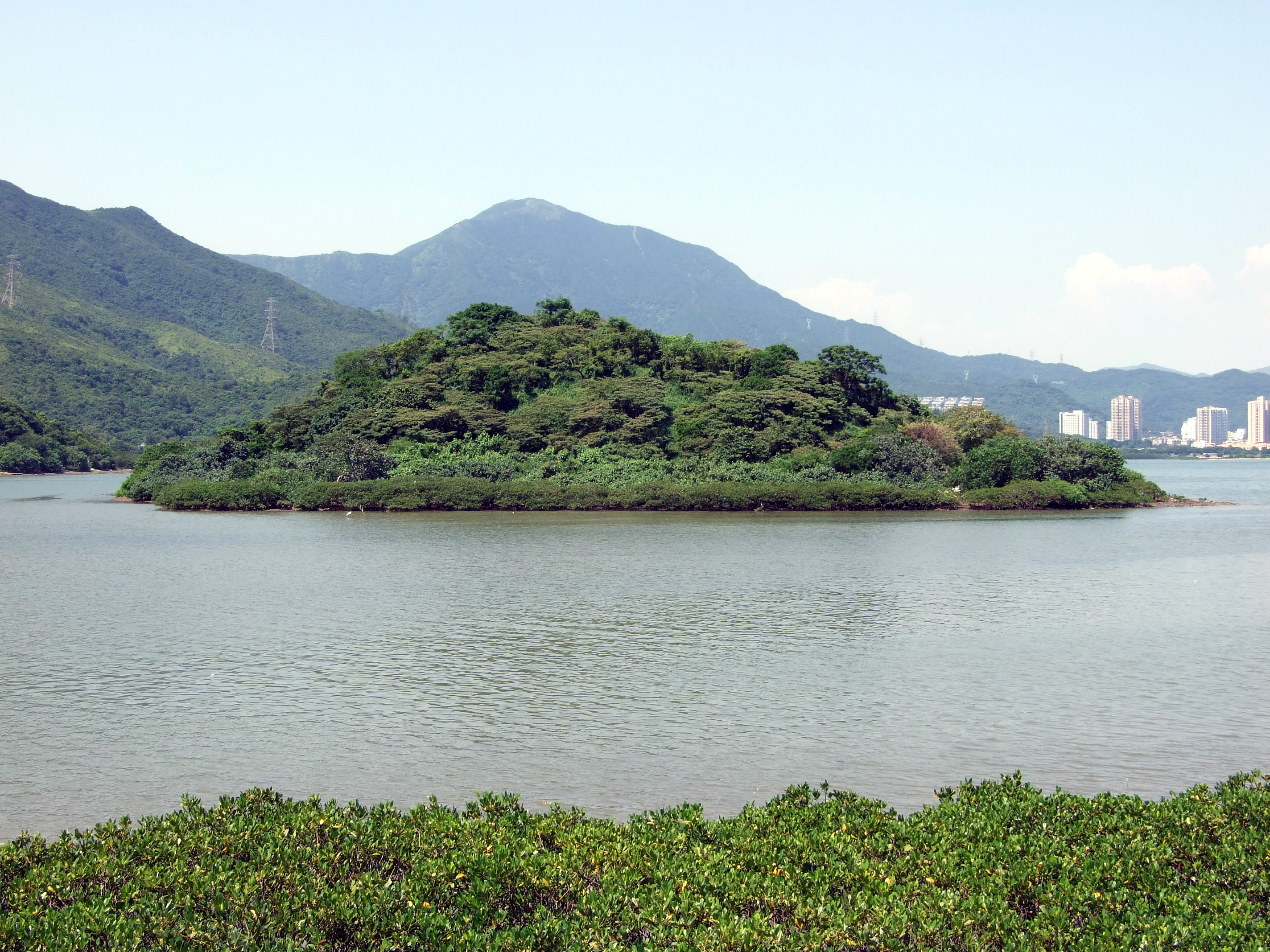
아자우섬

아자우섬(鴉洲, 광둥어: aa1 zau1, 보통화: Yāzhōu)은 홍콩 신가이 북동부 남중 지역의 사타우곡호이(스탈링해)에 위치한작은 섬이다. 행정구역상으로는 베이구에 속하며 변경금구 내에 위치해 있다.

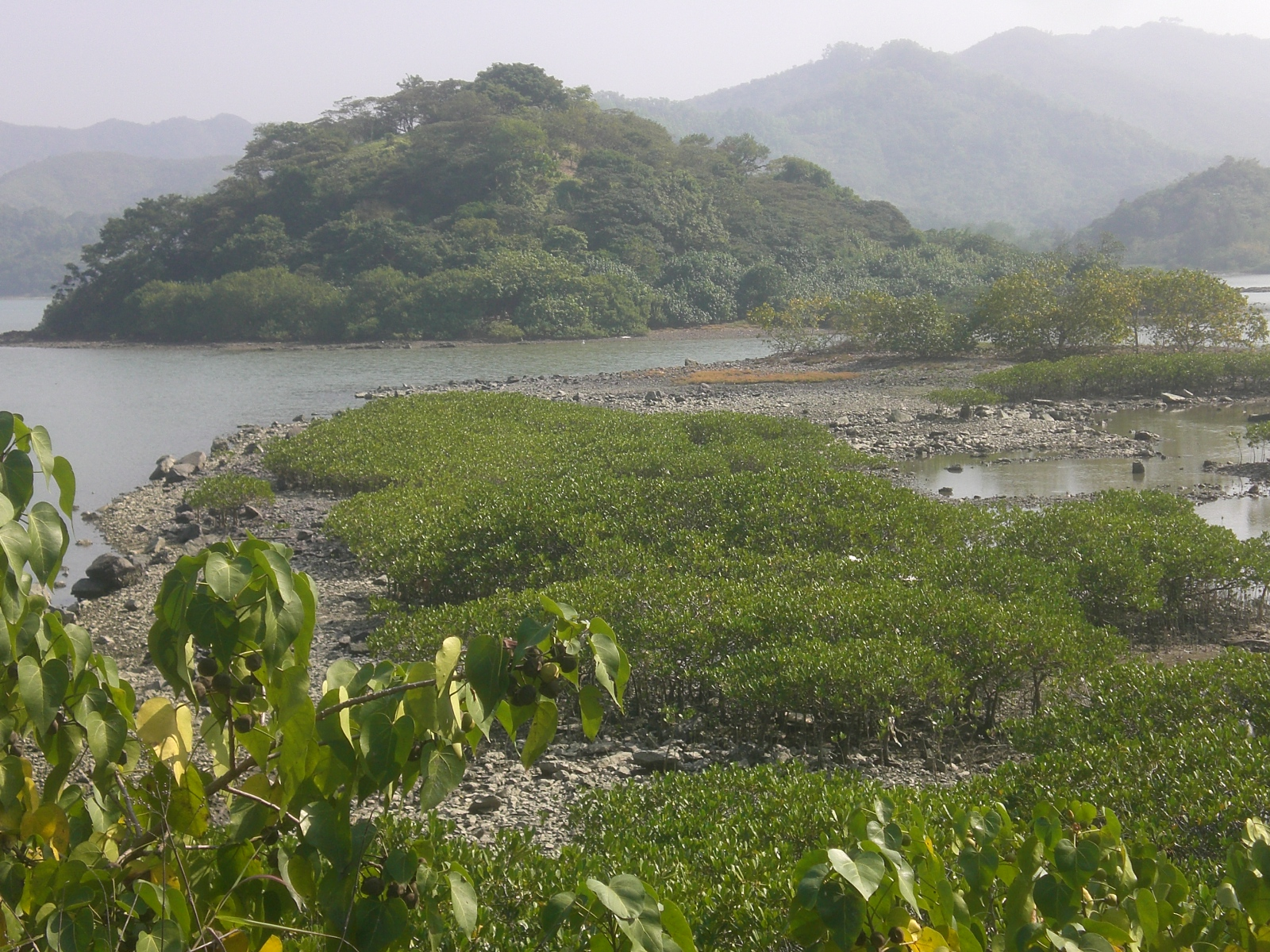
아자우섬의 전경

## 자생 조류
아자우섬은 1985년부터 특수과학가치지점으로 지정되어 있다. 아자우섬에 자생하는 조류로는 해오라기, 쇠백로, 중대백로, 붉은부리갈매기, 재갈매기 등이 있다. 매년 철새가 들리는 보금자리 사냥터이기도 하다. 2007년에는 아차우섬에 대규모 왜가리 떼가 목격되어 겨울철 왜가리들이 밤에 와서 쉬는 중요한 곳으로 보인다는 보도도 나왔다.

## 같이 보기
- 홍콩의 섬과 반도 목록